# エドモンド・マクミラン
エドモンド・マクミラン（Edmund McMillen、1980年3月2日 - ）とは、アメリカのゲームデザイナーである。

## 幼少時代
マクミランは生まれてからずっとサンタクルーズに居住している。風光明媚な街なのにもかかわらず、彼は家の中で過ごすのを好んでいた。絵を描くのが大好きで、特に怪物が好みだった。作品のいくつかをみた3年生の教師は、精神疾患を疑い検査を受けさせるべきだと勧告した。エドモンドは彼の創作活動を助けてくれる祖母と、幼年期の大半の時間を過ごした。

## 経歴
エドモンドの初期の活動はオルタナティヴ・コミックだった。近年はゲームの開発を優先するためにコミックを描くことをやめているが、Super Meat Boyのプロモーションのためにコミックを描くことはあった。彼が作ったゲームの中で最もよく知られたものは、FlashゲームであるMeat Boy、Xbox 360とWindows向けに開発されたその続編、Super Meat Boyである。

## 制作に参加した作品
- Basement Collection
- Wrath of the Lamb
- The Binding of Isaac
- Super Meat Boy
- Gish
- Cunt